# 野田 (入間市)
野田（のだ）は、埼玉県入間市の大字。旧高麗郡野田村。郵便番号は358-0054。

## 地理
入間市の南西部、飯能市双柳や岩沢地区、狭山市笹井と隣接し、地区の南部を流れる入間川の対岸に仏子地区がある。西武町時代は町役場が所在していた（現公民館）。
地区の中心を東西に国道299号が走り、飯能市中心部へのアクセスがしやすい。南部は住宅地と農地が混在し、北部は農地が多い。北部で隣接する新光地区を挟んださらに北側に野田の飛地が存在する。
河川
- 入間川
- 入間第二用水路

## 歴史
もとは江戸期より存在した野田村、古くは南北朝期より見出せる野田であった。地名の由来は当地を武蔵七党の丹党に所属する野田氏が開拓したことに由来する。
- 知行ははじめは幕府領、正徳元年は川越藩領、幕末は上野前橋藩領[5]。
- 幕末時点では高麗郡野田村であった。明治初年の『旧高旧領取調帳』の記載によると、前橋藩が管轄する前橋藩領であった。寺社領（円照寺〈圓照寺〉領・長徳寺領）も存在した[6]。
- 1871年（明治4年）
  - 7月14日 - 廃藩置県により前橋県となる。
  - 11月14日 - 第1次府県統合により、入間県の管轄となる。
- 1873年（明治6年）6月15日 - 入間県が群馬県（第1次）と合併して熊谷県の管轄となる。
- 1876年（明治9年）8月21日 - 第2次府県統合により、埼玉県の管轄となる。
- 1879年（明治12年）3月17日 - 郡区町村編制法により成立した高麗郡に所属する。また、築地新田を野田村に併合する[5]。
- 1889年（明治22年）4月1日 - 町村制施行により、野田村、仏子村が合併し高麗郡元加治村が成立する[7]。野田村は元加治村の大字野田となる。村役場を大字野田に設置する。
- 1896年（明治29年）3月29日 - 高麗郡が入間郡と統合し入間郡となる。
- 1943年（昭和18年）4月1日 - 飯能町、精明村、加治村、南高麗村と合併し入間郡飯能町を新設する[8][9]。飯能町の大字となる。
- 1950年（昭和25年） - 大字野田の一部を分割し、大字双柳の一部、水富村大字笹井の一部と併合して大字新光が成立する[10]。
- 1954年（昭和29年）4月1日 - 旧村域の部分が東金子村に編入、同日町制施行し西武町の大字となる[8][11]。
- 1956年（昭和31年）9月30日 - 西武町の旧金子村の町域が入間郡武蔵町に編入される[8]。
- 1967年（昭和42年）4月1日 - 西武町が入間市に編入。入間市の大字となる[8]。

## 小字
- 八木
- 前八木
- 山王塚
- 笹井境

## 区画整理
- 地区内の区画整理は西武仏子ニュータウン地区を中心に行われ、換地処分や地番変更は行われたが住居表示実施までには至っていない。地番変更が行われた地区はおもに3000番台の番地が振り分けられている[12]。

## 世帯数と人口
2024年（令和6年）3月1日現在の世帯数と人口は以下の通りである。
| 町丁 | 世帯数    | 人口    |
| ---- | --------- | ------- |
| 野田 | 4,296世帯 | 9,500人 |

## 小・中学校の学区
市立小・中学校に通う場合、学区（校区）は以下の通りとなる。
| 番地 | 小学校             | 中学校             |
| ---- | ------------------ | ------------------ |
| 全域 | 入間市立西武小学校 | 入間市立野田中学校 |

## 交通

### 鉄道
- 西武池袋線元加治駅
  - 飯能市との境界線付近に駅があり、所在地は当地区となっている。

### 路線バス
- 西武バス飯能営業所
  - ぶし01:仏子駅 - 樋ノ上 - 西武ぶしニュータウン
    - 深夜バスも運行されている、地区の主要路線。
- 西武バス狭山営業所
  - 狭山26:狭山駅西口 - 笹井 - 野田 - 東飯能駅東口 - 飯能駅北口
    - 国道298号に沿って運行しているが本数は平日が1日2便、土休日は1便とわずかしかない[14][15]。

### 道路
- 国道299号飯能狭山バイパス
- 中橋通り[16] - 中橋とは西武小学校付近の入間川に架かる橋

## 施設
- 元加治駅
- 西武郵便局
- 西武公民館（旧西武支所[16]）
- 西武地区体育館・西武地区自由広場
- 真言宗智山派圓照寺 - 関東八十八箇所第73番札所・武蔵野三十三観音霊場第22番札所
- 曹洞宗長徳寺
- 白髭神社
- 金山神社
- 入間市立西武小学校
- 入間市立野田中学校
- 飯能ゴルフクラブ - 飛地に所在
- 西武運動公園
- 野田河川公園
- 馬場公園